# جایزه ادبی اصفهان
نخستین دوره جایزه ادبی اصفهان از ۲۲ تا ۲۴ آذر ۱۳۸۱ در بخش‌های مختلف برگزار شد. اداره کل فرهنگ و ارشاد استان اصفهان برای نخستین دوره جایزه ادبی را در سه بخش اصلی «داستان‌های برگزیده اصفهان»، «بهترین رمان» و «بهترین رمان» و نیز برنامه‌های داستان خوانی، میزگرد، کارگاه داستان، نمایشگاه کتاب ادبیات داستانی و نمایش فیلم برگزار کرد.
جایزه ادبی اصفهان با یک فراخوان برای دعوت از داستان نویسان برای شرکت در یک مسابقه داستان اعلام موجودیت کرد.
این جایزه هرسال دریک بخش اصلی با موضوع آزاد شامل داستان کوتاه، مجموعه داستان و رمان و یک بخش ویژه برگزار می‌شد. هفتمین و آخرین جایزه ادبی اصفهان در سال ۱۳۸۸ برگزار شد و پس از آن بدون هیچ توضیحی این جایزه کم سابقه اما معتبر دیگر برگزار نشد. علت برگزار نشدن جایزه ادبی اصفهان مشکلات مالی مطرح شد. تنها در هفتمین دوره برگزاری ۱۴۳۲ اثر به دبیرخانه جایزه ادبی اصفهان رسید که نشان دهنده اقبال عمومی به این جشنواره بود.
جایزه ادبی اصفهان در همین چند سال کوتاه برگزاری‌اش نام‌های بزرگی را در میان برگزیدگان خود داشت، از احمد اخوت گرفته تا ناتاشا امیری، فریبا وفی، فرخنده صفاپور، احمدآرام، مرتضی کربلایی لو، فرهاد جعفری همچنین جوانان مستعدی با این جایزه توانستند به صورت حرفه‌ای در دنیای ادبی شناخته شوند و کار کنند.

## نامزدان و برندگان
| سال  | دوره  | عنوان                         | نویسنده                                            | کتاب                                   |
| ---- | ----- | ----------------------------- | -------------------------------------------------- | -------------------------------------- |
| ۱۳۸۱ |       | تقدیر                         | فریبا وفی                                          | پرنده من                               |
|      |       | برگزیده                       | فرشته توانگر                                       | داستان کوتاه صاحب مرده                 |
| ۱۳۸۱ |       | نامزد بهترین رمان             | سیامک گلشیری                                       | رمان نفرین‌شدگان                        |
| ۱۳۸۲ | اول   | بخش داستان کوتاه              | اکبر صحرایی                                        |                                        |
| ۱۳۸۲ | اول   | جایزه بهترین مجموعه داستان    |                                                    | برادران جمال‌زاده                       |
| ۱۳۸۲ | اول   | تقدیر                         |                                                    | فعلاً اسم ندارد                         |
| ۱۳۸۲ | اول   | جایزه دوم (رمان)              |                                                    | سیماب و کیمیای جان                     |
| ۱۳۸۳ | دوم   | لوح تقدیر                     | امیررضا بیگدلی                                     | آن مرد در باران آمد                    |
| ۱۳۸۳ | دوم   | بهترین رمان                   | مصطفی مستور                                        | استخوان خوک و دست‌های جذامی             |
|      |       | رتبهٔ دوم                      | ناتاشا امیری                                       | مجموعه داستان عشق روی چاکرای دوم       |
| ۱۳۸۴ | سوم   |                               | محمد حسین محمدی                                    | مجموعه داستان انجیرهای سرخ مزار        |
|      |       | رتبه سوم در بخش کودک و نوجوان | مولود نعمتی و حامد جلالی با داستان ستاره و گوشواره | داستان ۱۳                              |
|      |       |                               | حسن محمودی                                         |                                        |
|      |       | داستان برگزیده                | هادی کی‌کاووسی                                      | سگ گنده خانه آجر قرمز                  |
| ۱۳۸۵ | چهارم | شایسته تقدیر                  | پیمان اسماعیلی                                     | مجموعه داستان جیب‌های بارانی ات را بگرد |
| ۱۳۸۵ | چهارم | بهترین رمان بخش ویژهٔ          | بلقیس سلیمانی                                      | رمان بازی آخر بانو                     |
| ۱۳۸۵ | چهارم | رمان برگزیده                  | حبیب احمدزاده                                      | شظرنج با ماشین قیامت                   |
| ۱۳۸۵ | چهارم | نامزد                         |                                                    | لاک‌پشت فیلی                            |
| ۱۳۸۶ | چهارم | فرخنده صفاپور                 |                                                    | انتقام شیطان                           |
| ۱۳۸۷ | ششم   | جایزه دوم                     |                                                    | پسر کرم به دوش و خندق بلا              |
| ۱۳۸۷ | ششم   | رتبه دوم در بخش کودک و نوجوان |                                                    | سه سوت جادویی                          |
| ۱۳۸۷ | ششم   | جایزه اول                     |                                                    | من، زن بابا و دماغ بابام               |
| ۱۳۸۷ | ششم   | رتبه سوم در بخش کودک و نوجوان |                                                    | در باغ بزرگ باران می‌بارید              |
| ۱۳۸۷ | ششم   | جایزه اول                     |                                                    | گوساله سرگردان                         |
| ۱۳۸۷ | ششم   | رتبه سوم در بخش مجموعه داستان |                                                    | غریبه در بخار نمک                      |
| ۱۳۸۷ | ششم   | برگزیده                       | فرهاد کشوری                                        | رمان آخرین سفر زرتشت                   |
| ۱۳۸۷ | ششم   | رتبه دوم در بخش رمان          |                                                    | [ ۵ ]                                  |
| ۱۳۸۷ | ششم   | تقدیر                         | فرهاد حسن‌زاده                                      | قصه‌های کوتی کوتی                       |
| ۱۳۸۷ | ششم   | جایزه سوم                     | مهدی ربی                                           | آن گوشه دنج سمت چپ                     |
| ۱۳۸۸ | هفتم  | رتبه اول در بخش کودک و نوجوان |                                                    | طبقه هفتم غربی                         |
| ۱۳۸۸ | هفتم  | رتبه دوم بخش رمان             | فریدون حیدری ملک‌میان                               | روز هزار ساعت دارد روز هزار ساعت دارد  |